# ريد ريان
ريد ريان (بالإنجليزية: Reid Ryan)‏ هو لاعب كرة قاعدة أمريكي، ولد في 21 نوفمبر 1971 في ألفين في الولايات المتحدة.

## وصلات خارجية
- ريد ريان على موقعبيزبول رفرنس.كوم (الدوري الثانوي) (الإنجليزية)